# (1774) Kulikov
(1774) Kulikov es un asteroide perteneciente al cinturón de asteroides descubierto por Tamara Mijáilovna Smirnova desde el Observatorio Astrofísico de Crimea, Naúchni, el 22 de octubre de 1968.

## Designación y nombre
Kulikov se designó inicialmente como 1968 UG1.
Más tarde, se nombró en honor del astrónomo soviético Dmitri Kuzmich Kulikov (1912-1964).

## Características orbitales
Kulikov orbita a una distancia media del Sol de 2,875 ua, pudiendo acercarse hasta 2,673 ua. Tiene una inclinación orbital de 1,855° y una excentricidad de 0,07037. Emplea 1781 días en completar una órbita alrededor del Sol.